# Wilków Wielki

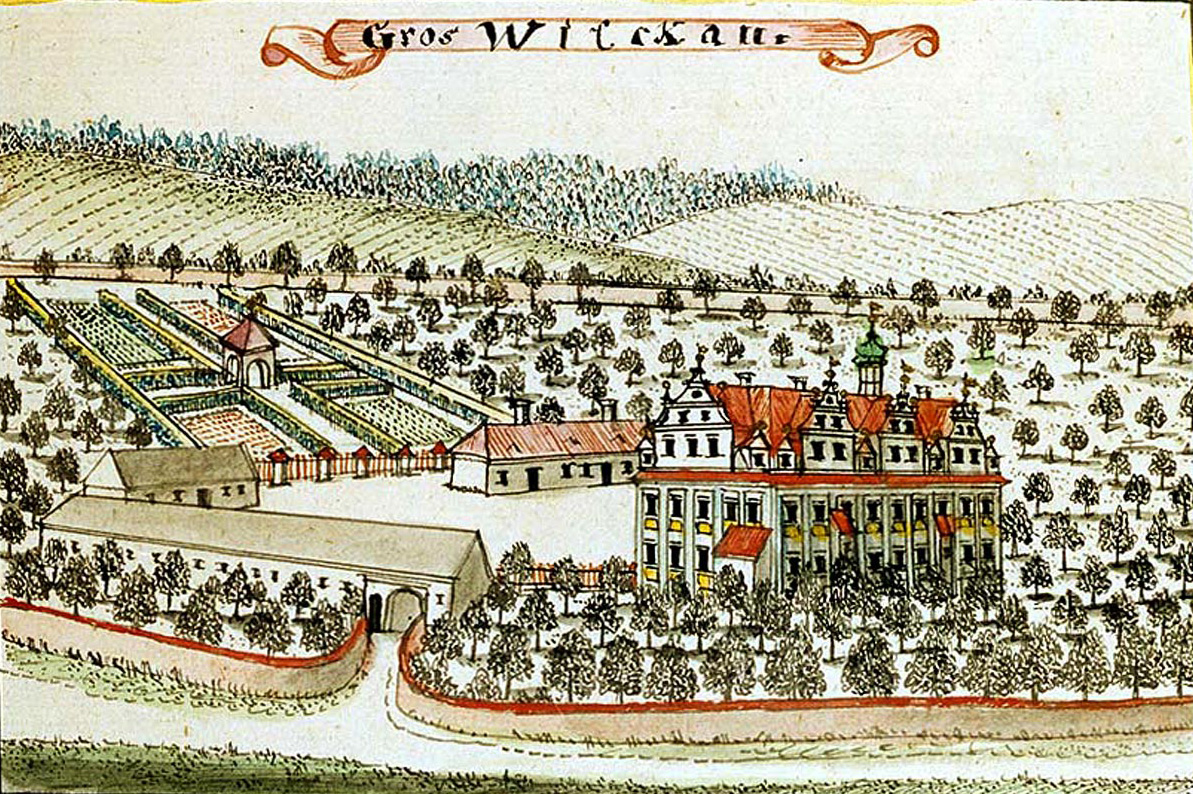
Schloss Groß Wilkau 1758

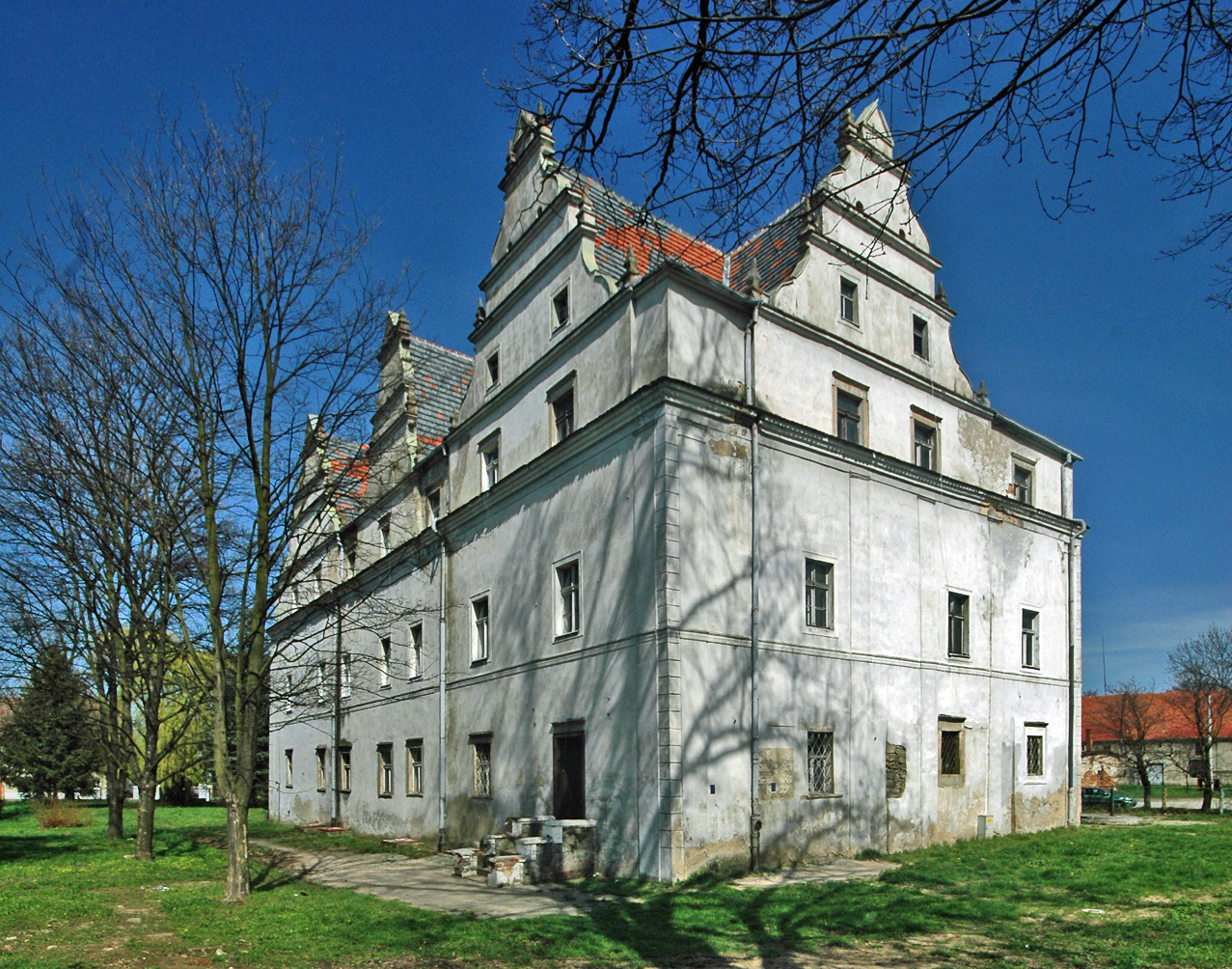
Schloss Groß Wilkau

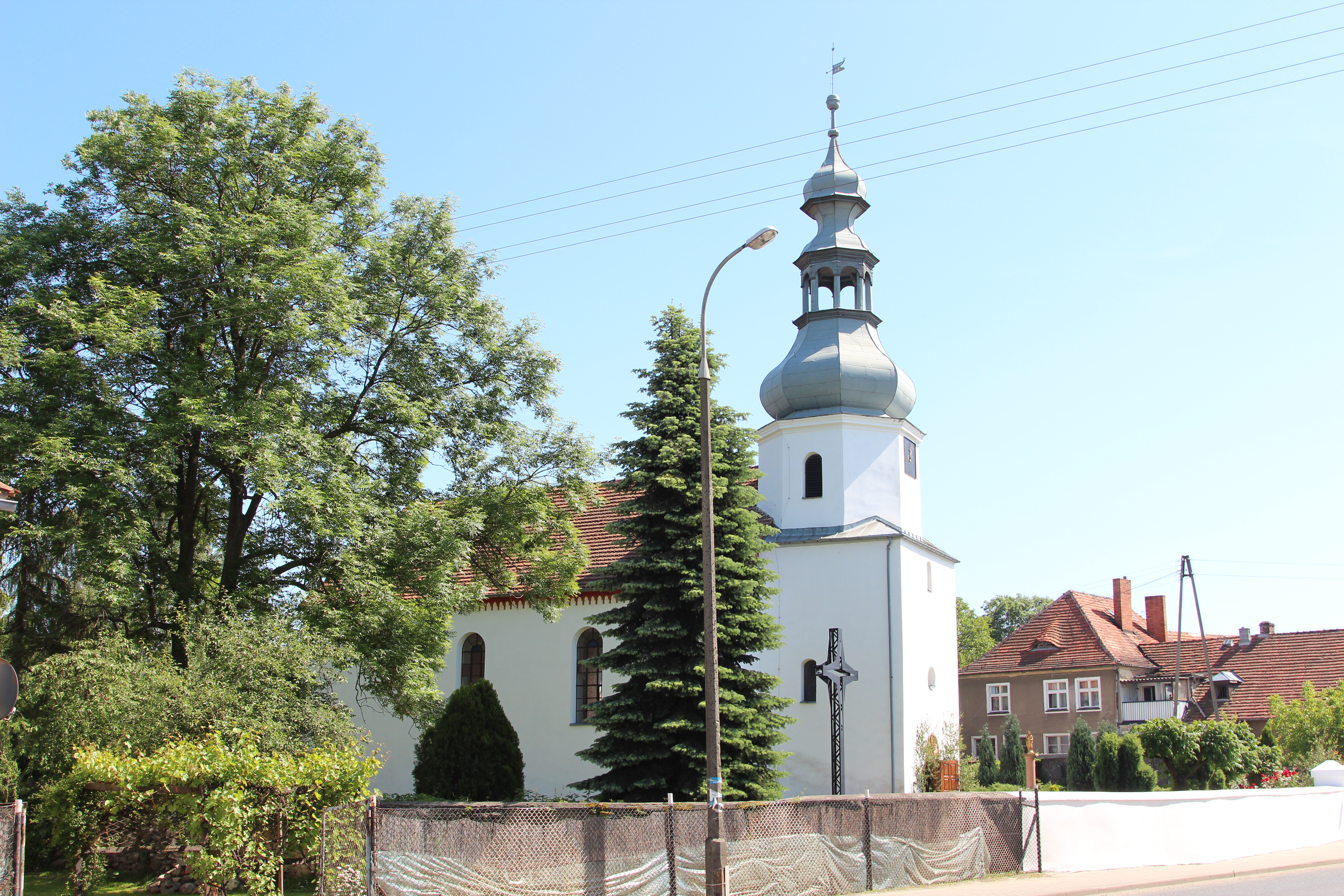
Kirche in Wilkow Wielki

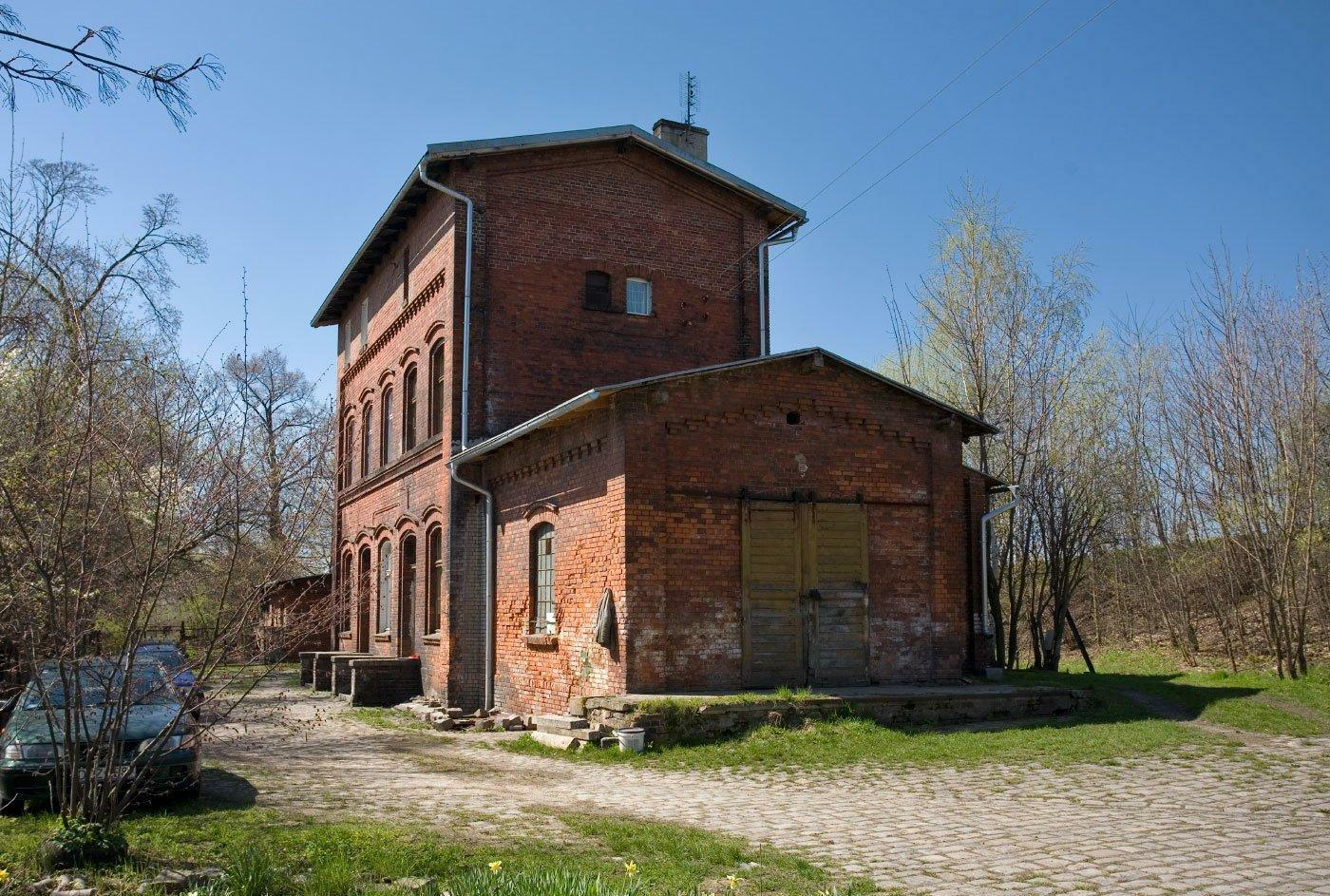
Bahnhofsgebäude

Wilków Wielki (deutsch: Groß Wilkau, auch Wilkau bei Nimptsch) ist ein Ort in der Stadt- und Landgemeinde Niemcza (Nimptsch) im Powiat Dzierżoniowski der Woiwodschaft Niederschlesien in Polen.

## Lage
Wilków Wielki liegt an der Europastraße 67, etwa vier Kilometer nördlich von Niemcza (Nimptsch),  22 Kilometer östlich von Dzierżoniów (Reichenbach) und 44 Kilometer südlich von Breslau. Nachbarorte sind Kietlin (Kittelau) im Südwesten, Przystronie (Pristram) im Nordwesten, Chwalęcin (Quanzendorf) im Osten und Sienice (Senitz) im Nordosten. 

## Geschichte
In der Umgebung aufgefundene heidnische Urnengräber lassen auf eine Besiedlung in grauer Vorzeit schließen. Auf dem nahen Eichberg soll sich dem alten Volksglauben nach eine Burg mit Namen "Chinast" (= Fichtenberg) befunden haben, die während der Hussitenkriege oder im Dreißigjährigen Krieg samt dem Dorf darunter zerstört wurde. Vor dem 19. Jahrhundert waren noch Trümmer der Burg vorhanden. Im Register des päpstlichen Nuntius Galbardus von 1335 wird erstmals eine Kirche als „ecclesia de Wilchow“ erwähnt. 1370 erfolgte die Erwähnung als Wilkow. Territorial lag Groß Wilkau im piastischen Herzogtum Brieg, mit dem es 1675 durch Heimfall an Böhmen fiel. Zum Dorf gehörten auch die sogenannte Dornmühle, 1372 als Dornmuel erwähnt, sowie der Anteil Neudeck bzw. Neudeke, vermutlich aus dem zerstörten Dorf Chinast am Fuße des Schlosses hervorgegangen. Es war 1447 noch ein besonderes Rittergut, mit einem Vorwerk.
Im 14. Jahrhundert gehörte Groß Wilkau den Herren von Reibnitz. Mit Verkauf von Diprand von Reibnitz 1478 an seinen Onkel Nickel von Nimitz wurde es Sitz von dessen Familie. Zu Beginn des 17. Jahrhunderts erscheint Christoph von Nimitz als Eigentümer. Nach dem Aussterben der Niemitz veräußerte es der Brieger Herzog Georg III. 1647 an den Grafen Karl Heinrich von Zierotin. 1680 waren die Besitzer die Herren von Nimptsch, denen die Grafen von Zierotin folgten. Der böhmische Landesherr Leopold I. übergab Ende des 17. Jahrhunderts das Gut an seinen Hofkammerrat und Kammerzahlmeister Hieronymus, seit 1686 Freiherr von Scalvinoni. 1721 gehörte es Franz Weighard Freiherr von Hoffmann, Landeshauptmann des Fürstentums Brieg. Im 18. Jahrhundert waren Schloss und Gut im Besitz der von Tschirschky und denen die Grafen von Pfeil folgten. Wie aus der Grabplatte an der Außenwand der örtlichen Kirche hervorgeht, starb 1851 der Rittmeister a. D. und Erbherr auf Groß Wilkau Julius Leonhard von Koschembahr im Alter von 52 Jahren. 1853 erwarb das Schloss Karl Louis von Chappuis.
Nach dem Ersten Schlesischen Krieg fiel Groß Wilkau 1741/42 mit dem größten Teil Schlesiens an Preußen. Die vormaligen Verwaltungsstrukturen wurden aufgelöst und Groß Wilkau in den Kreis Nimptsch eingegliedert. 1783 zählte das Dorf eine evangelische Kirche, ein Vorwerk, ein herrschaftliches Wohnhaus, ein Pfarr- und Schulhaus, 13 Bauern, zwei Wassermühlen, 25 Gärtner, vier Häusler und 354 Einwohner. Der Anteil Neudeke bestand 1792 aus 11 Häusern, von denen drei zu Groß Wilkau und die restlichen zur Vorstadt Nimptsch gehörten. 1845 bestand Groß Wilkau aus 76 Häusern, einem herrschaftlichen Schloss und einem Vorwerk, 468 Einwohnern, davon 26 katholisch und der Rest evangelisch, eine evangelische Pfarrkirche mit Pfarrwidum unter dem Patronat der Grundherrschaft, eine evangelische Schule, eine Wassermühle, eine Ziegelei (Inhaber Gottfried Buchwald), einen Granitsteinbruch. Die Dornmühle zählte ein Haus und 11 evangelische Einwohner; der Anteil Neudeck drei Freistellen, fünf Häuser und 18 evangelische Einwohner. Seit 1874 gehörte Groß Wilkau zum Amtsbezirk Quanzendorf. 1932 wurde die Landgemeinde Groß Wilkau dem neugeschaffenen Landkreis Reichenbach/Eulengebirge zugeteilt. 

## Seit 1945
Mit der Übernahme durch sowjetischen Truppen am Ende des Zweiten Weltkriegs 1945 fiel Groß Wilkau an Polen und wurde in Wilków Wielki umbenannt. Die deutschen Einwohner wurden, soweit sie nicht schon vorher geflohen waren, vertrieben. Die neu angesiedelten Bewohner stammten teilweise aus Ostpolen, das an die Sowjetunion gefallen war. Von 1975 bis 1998 gehörte Wilków Wielki zur Woiwodschaft Wałbrzych.

## Sehenswürdigkeiten
- Die römisch-katholische Herz-Jesu-Kirche (polnisch Kościół filialny pw. Najświętszego Serca Pana Jezusa) war ursprünglich eine evangelische Pfarrkirche. Der heutige Bau stammt aus dem 16. bis 17. Jahrhundert und wurde im 19. Jahrhundert umgebaut. An den Außenwänden befinden sich Epitaphe aus dem 16. bis 17. Jahrhundert.
- Das Schloss Groß Wilkau (Zamek w Wilkowie Wielkim), ist im Kern vermutlich aus dem späten 14. Jahrhundert, Wohnturm um 1640 in den Neubau eines Festen Hauses integriert, in der Barockzeit umgestaltet.